# Maria (film fra 2024)
Maria er en film fra 2024 af Pablo Larraín. Den har Angelina Jolie i hvoedrollen som Maria Callas, en af verdens største operasangere. Den danske skuespiller Caspar Phillipson har en rolle som den amerikanske præsident John F. Kennedy.

## Medvirkende
- Angelina Jolie som Maria Callas
- Valeria Golino som  Yakinthi  Callas
- Haluk Bilginer som Aristoteles Onassis
- Caspar Phillipson som John F. Kennedy
- Alba Rohrwacher
- Pierfrancesco Favino
- Kodi Smit-McPhee
- Alessandro Bressanello